# Mordy
Pour les articles homonymes, voir Mordy (homonymie).
Mordy (prononciation : [ˈmɔrdɨ]) est une ville dans la gmina de Mordy de le powiat de Siedlce dans la voïvodie de Mazovie, dans le centre de la Pologne.
Elle est le siège administratif (chef-lieu) de la gmina appelée gmina de Mordy.
La ville est située à environ 30 kilomètres au sud de Radom (siège de le powiat) et 132 kilomètres au sud de Varsovie (capitale de la Pologne).
Sa population s'élevait à 1 821 habitants en 2010.

## Histoire
Établi comme village au XVe siècle, Mordy obtient le statut de ville en 1488.
De 1975 à 1998, la ville de Mordy faisait partie administrativement de la voïvodie de Siedlce. Depuis 1998, elle est dans la voïvodie de Mazovie.